# Чуй (село)
Чуй (кирг. Чүй) — село в Чуйском районе Чуйской области Кыргызстана. Административный центр Чуйского айылного аймака.

## География
Село расположено на севере центральной части области, к югу от реки Чу, у южной окраины города Токмак, административного центра района. Абсолютная высота — 820 метров над уровнем моря.

## Население
Согласно оценочным данным Национального статистического комитета Кыргызской Республики, численность населения села на начало 2023 года составляла 14 279 человек.
| год     | 2009   | 2014   | 2015   | 2020   | 2021   | 2023   |
| ------- | ------ | ------ | ------ | ------ | ------ | ------ |
| человек | 11 535 | 12 157 | 12 520 | 12 586 | 12 688 | 14 279 |